# Reuven Feuerstein
Reuven Feuerstein (21 de agosto de 1921 – 29 de abril de 2014) fue un psicólogo rumano. La mayoría de su trabajo teórico fue realizado en Palestina (bajo mandato británico de ese entonces), respecto al desarrollo psicológico cognitivo. Conocido por su teoría de inteligencia en estados; es decir, que “no es ‘fija', sino modificable”. Reconocido por su trabajo de investigación respecto a sus teorías y la aplicación de sistemas de estructura cognitiva modificable mediante el aprendizaje que se obtiene de la experiencia, las funciones cognitivas deficientes, dispositivos de evaluación de las inclinaciones del aprendizaje, programas de enriquecimiento instrumental, y organización y modificación de entornos.  Con estas prácticas se proporciona a los educadores las habilidades y herramientas sistemáticas para desarrollar en los alumnos operaciones y funciones cognitivas para construir la metacognición.    
Feuerstein fue el fundador y director del Centro Internacional para el Acrecentamiento del Aprendizaje Potencial (International Center for the Enhancement of Learning Potential) ICELP por sus siglas en inglés en Jerusalén, Israel. 
Por más de 50 años, sus teorías y aplicación de sistemas han sido implementados en clínicas y aulas internacionales; siendo más de 80 países los que aplican su trabajo.La teoría de Feuerstein respecto a la maleabilidad de la inteligencia ha dirigido a más de 2,000 estudios de búsqueda científica e incontables estudios de caso con varias poblaciones de aprendizaje.

## Vida y educación
Reuven Feuerstein nació el 21 de agosto de 1921 en Botosan, Rumania. Fue uno de nueve hermanos, fue un erudito en estudios judíos e inmigró a Israel en 1944. En vida estuvo casado con Berta Guggenheim Feuerstein y tuvo cuatro hijos. Residió con su familia en Jerusalén, Israel hasta el día de su muerte. 
Fue en Bucarest, donde Feuerstein asistió a la Escuela para Profesores (Teachers College) durante 1940 y 1941 y a la Universidad de Onesco de 1942 a 1944; sin embargo, tuvo que huir de la invasión Nazi  antes de obtener su grado en psicología.Cuando se resuelve el Mandato Palestino en 1945, enseñó a niños supervivientes del Holocausto hasta 1948. Al darse cuenta de que estos niños que fueron afectados por el Holocausto necesitaban atención, empieza su carrera de atender las necesidades psicológicas y educativas de niños inmigrantes refugiadose.
Hacia 1944,1945 dirigió el Seminario de
Entrenamiento del Profesor en Jerusalén. En 1949 continuo su formación en Suiza donde se interesó por trabajos y textos de Carl Jaspers, Carl Jung y L.Szondy.
En el periodo entre 1950 y 1955 asistió a la Universidad de Ginebra donde Andrey Rey y Jean Piaget, lo dirigieron y así obtuvo el posgrado en psicología general y clínica en 1952 y su licencia para ejercer la psicología en 1954. Fue en 1970 que Feuerstein concluyó su doctorado en Psicología del Desarrollo en la Sorbona. Los campos de estudio más importantes en los que se desarrolló fueron la psicología del desarrollo y la psicología clínica y cognoscitiva, considerándola desde una perspectiva transcultural.
Durante 1970 y hasta 1995, Feuerstein se dedicó a su puesto como profesor de psicología educativa en la Escuela de Educación de la Universidad de Bar Ilan (Ramat Gan en Israel).Fue a partir de 1978 que fue asignado como profesor adjunto en el Colegio Peabody de Educación de la Universidad de Vanderbilt  en Nashville, Tennessee, Estados Unidos.